# FK Riga
FK Riga was een Letse voetbalclub uit de hoofdstad Riga.
De club werd in 1990 als Torpedo Riga opgericht en startte na de onafhankelijkheid van Letland in de hoogste klasse en werd daar achtste. Na twee seizoenen nam de club de naam Vidus Riga aan en werd zesde in 1993. Na één seizoen als Amstrig werd het in 1996 Daugava Riga en werd tweede achter FC Skonto Riga. Ook in 1997 werd Daugava tweede. Het volgende seizoen fusioneerde de club met FK Universitate Riga, dat financiële problemen had en speelde als LU/Daugava en werd zesde.
Na dit seizoen werd de club opgeheven en vervangen door het nieuwe FK Riga dat meteen de beker won, in de competitie werd de club geen hoogvlieger. Voor het seizoen 2009 moest de club zich vanwege financiële problemen terugtrekken uit de Virslīga. Stadgenoot JFK Olimps Riga was in 2008 rechtstreeks gedegradeerd en beide clubs besloten een fusie aan te gaan. Onder de naam RFS/Olimps Riga werd alsnog de plaats van FK Riga in de Virslīga ingevuld.

## Erelijst
- Beker van Letland

1999

## Naamsveranderingen
1990: opgericht als Torpedo Riga
1993: Vidus Riga
1995: Amstrig Riga
1996: FK Daugava Riga
1998: fusie met FK Universitate Riga onder de naam LU/Daugava
1999: FK Riga
2009: fusie met JFK Olimps Riga onder de naam RFS/Olimps Riga

## In Europa
#Q = #voorronde, #R = #ronde, Groep = groepsfase, PUC = punten UEFA coëfficiënten 
Daugava Riga
| Seizoen | Competitie    | Ronde        | Land                          | Club                  | Totaalscore | 1e W    | 2e W    | PUC |
| ------- | ------------- | ------------ | ----------------------------- | --------------------- | ----------- | ------- | ------- | --- |
| 1996    | Intertoto Cup | Groep 9      | Vlag van Duitsland            | Karlsruher SC         | 1-2         | 1-2 (T) |         | 0.0 |
|         |               | Groep 9      | Vlag van Roemenië             | Universitatea Craiova | 0-3         | 0-3 (U) |         | 0.0 |
|         |               | Groep 9      | Vlag van Slowakije            | Spartak Trnava        | 0-6         | 0-6 (T) |         | 0.0 |
|         |               | Groep 9 (4e) | Vlag van Servië en Montenegro | Cukaricki Belgrado    | 3-1         | 3-1 (U) |         | 0.0 |
| 1997/98 | UEFA Cup      | 1Q           | Vlag van Oekraïne             | Vorskla Poltava       | 2-5         | 1-3 (T) | 1-2 (U) | 0.0 |
| 1998/99 | UEFA Cup      | 1Q           | Vlag van Slovenië             | NK Mura Murska Sobota | 2-8         | 1-6 (U) | 1-2 (T) | 0.0 |

FK Riga
| Seizoen | Competitie    | Ronde | Land             | Club                | Totaalscore | 1e W    | 2e W    | PUC |
| ------- | ------------- | ----- | ---------------- | ------------------- | ----------- | ------- | ------- | --- |
| 1999/00 | UEFA Cup      | Q     | Vlag van Zweden  | Helsingborgs IF     | 0-5         | 0-0 (T) | 0-5 (U) | 0.5 |
| 2008    | Intertoto Cup | 1R    | Vlag van IJsland | Fylkir Reykjavík    | 3-2         | 1-2 (T) | 2-0 (U) | 0.0 |
|         |               | 2R    | Vlag van Ierland | Bohemians Dublin FC | 2-2 u       | 1-0 (T) | 1-2 (U) | 0.0 |
|         |               | 3R    | Vlag van Zweden  | IF Elfsborg         | 0-1         | 0-1 (U) | 0-0 (U) | 0.0 |

Totaal aantal punten voor UEFA coëfficiënten: 0.5

## Bekende (ex-)spelers
- Valerijs Sabala